# Voanioala
Voanioala, monotipski rod južnoafričkih palmi smješten u podtribus Attaleinae, dio tribusa Cocoseae, potporodica Arecoideae. 
Jedina vrsta je V. gerardii, endem s Madagaskara, kojeg pleme Betsimisaraka naziva Voanio-ala (šumski kokos).